# Jean Louis Armand de Quatrefages de Bréau
Jean Louis Armand de Quatrefages de Bréau (10 de febrero de 1810 - 12 de enero de 1892) fue un biólogo francés. 

## Biografía
Nació en Berthézène, en el municipio de Valleraugue (Gard), hijo de un campesino protestante. Estudió ciencias y luego medicina en la Universidad de Estrasburgo, donde obtuvo el doble grado de doctor en medicina y doctor en ciencias, siendo una de sus tesis una de ellas la Teoría de un disparo de cañón (noviembre de 1829); al año siguiente publicó un libro, Sobre los aerolitos, y en 1832 un tratado sobre La extraversión de la vejiga. Trasladado a Toulouse, ejerció la medicina durante un breve período de tiempo y aportó varias memorias al Journal de Médecine local y a los Anales de ciencias naturales (1834-1834-1836). Pero al no poder continuar sus investigaciones en las provincias, renunció a la cátedra de zoología para la que había sido nombrado, y en 1839 se estableció en París, donde encontró en Henri Milne-Edwards un mecenas y un amigo.
Elegido profesor de historia natural en el Lycée Napoléon en 1850, ingresó en la Academia Francesa de Ciencias en 1852 y en 1855 fue nombrado presidente de la cátedra de antropología y etnografía del Museo Nacional de Historia Natural. Otras distinciones le siguieron rápidamente y continuaron hasta el final de su carrera, la más importante fue ser miembro honorario de la Royal Society de Londres (junio de 1879), miembro del Instituto y de la Academie de médecine, y comendador de la Legión de Honor (1881). Murió en París.

## Evolución
Quatrefages fue crítico de las teorías de Charles Darwin, pero no era antievolución. A partir de 1859 mantuvo correspondencia regular con Darwin y, aunque no estaban de acuerdo, se mantuvieron en términos amistosos. Quatrefages fue el autor de Charles Darwin y sus precursores franceses (1870), que contenía críticas al darwinismo. Al recibir el libro, Darwin en una carta a Quatrefages comentó que "muchas de sus críticas son lo suficientemente severas, pero todas se dan con perfecta cortesía y justicia. Realmente puedo decir que preferiría ser criticado por usted de esta manera que elogiado por muchos otros".
En 1870, Quatrefages y Henri Milne-Edwards nominaron a Darwin como miembro correspondiente de la Academia Francesa de Ciencias en la sección de Anatomía y Zoología. La propuesta fue recibida con una fuerte oposición de Émile Blanchard, Charles-Philippe Robin y otros. Darwin perdió la nominación por un estrecho margen.
En su libro La especie humana (1879), cuestionaba el papel de la selección natural en la evolución. Quatrefages propuso que la "eliminación" natural habría sido un término más exacto, ya que la selección natural no crea nuevas especies. Quatrefages fue un monogenista estricto y se oponía al poligenismo.